# Falköpings kommun
58°10′N 13°33′Ø / 58.167°N 13.550°Ø
Falköping kommune ligger i det svenske län Västra Götalands län i landskapet Västergötland. Kommunens administrationscenter ligger i byen Falköping.
I kommunen ligger bebyggelsen Åsle, der var skueplads for Slaget ved Åsle der blev udkæmpet mellem Albrecht af Mecklenburgs og Margrethe Valdemarsdatters tropper den 24. februar 1389.
Kommunen er blandt andet hjemsted for  kontormøbelproducenten; Kinnarps. Hornborgasjön der er en sø  med udbredt fugleliv, især kendt for traner; Den har siden 1999 været naturreservat. Falköping er venskabskommune med Lier i Norge, Kumo i Finland og Hobro i Danmark.

## Byer
I Falköping Kommune ligger ud over hovedbyen 9 landsbyer:
(Indb. pr. 31. december 2005).
| #   | By           | Indbyggere |
| --- | ------------ | ---------- |
| 1.  | Falköping    | 15 821     |
| 2.  | Stenstorp    | 1 630      |
| 3.  | Floby        | 1 544      |
| 4.  | Kinnarp      | 948        |
| 5.  | Åsarp        | 579        |
| 6.  | Vartofta     | 519        |
| 7.  | Torbjörntorp | 474        |
| 8.  | Gudhem       | 436        |
| 9.  | Odensberg    | 284        |
| 10. | Kättilstorp  | 260        |